# Neftegorsk (Sajalín)
Neftegorsk (ruso Нефтего́рск), llamada Vostok (ruso, Восто́к) antes de 1970, era un asentamiento de tipo urbano productor de petróleo en el óblast de Sajalín, Rusia. Fue devastada el 28 de mayo de 1995 por un terremoto de 7,6 grados en la escala Richter, matando a más de dos mil personas, mientras que la población total era de alrededor de 3.500 personas. El asentamiento no fue reconstruido después del terremoto; en el lugar se ha construido un memorial.
- Datos: Q1349631